# BeNe-prijs
De BeNe-prijs was een jaarlijkse bekroning voor de beste politieke cartoon die het afgelopen jaar in Nederlandse of Belgische bladen verscheen. Tussen 2003 en 2008 werd een bronzen beeldhouwwerk van Ever Meulen uitgereikt door Press Cartoon Belgium (PCB) en de Nederlandse Stichting Pers & Prent. Alle genomineerde spotprenten van de PCB en de Nederlandse Inktspotprijs maakten kans op de BeNe-prijs die werd toegekend door een jury met een Nederlandse journalist die in België werkt, een Belgische journalist werkzaam in Nederland en een buitenlandse correspondent. In 2009 werd de prijs uitgebreid tot Press Cartoon Europe voor alle tekenaars die publiceren in een blad uit de 27 EU-landen, Zwitserland, Turkije of Noorwegen.

## Winnaars
- 2003: ZAK met cartoon over wapeninspecties in Irak in het Belgische dagblad De Morgen.[2]
- 2004: GAL met spotprent over Shirin Ebadi in het Belgische weekblad Knack.[3]
- 2005: Ruben L. Oppenheimer met cartoon van Bush en Blair in het Nederlandse dagblad NRC Handelsblad.[4]
- 2006: Tom met spotprent over de terroristische aanslagen in Londen op 7 juli 2005 in het Nederlandse dagblad Trouw.[5]
- 2007: Steve Michiels tekende over zelfcensuur na Cartoons over Mohammed in Jyllands-Posten in het Belgische weekblad Focus Knack.[6]
- 2008: ZAK met "ZEE" over milieu als politiek issue in het Belgische dagblad De Morgen.[7]